# Otto Edberg
Karl Otto Johan Ferdinand Edberg, född 22 juni 1864 i Maria Magdalena församling, Stockholm, död 3 januari 1935 i Linköpings församling, Östergötlands län, var en svensk kyrkomusiker.

## Biografi
Otto Edberg föddes 1864 i Maria Magdalena församling, Stockholm. Han var 1884–1887 student i sångklassen vid Musikkonservatoriet och avlade senare kantorsexamen. Edberg arbetade mellan 1889–1891 vid Kungliga operan i Stockholm och arbetade mellan 1891–1909 som sånglärare. Därefter tog han organistexamen och arbetade i Örnsköldsviks församling och Vadstena församling. Edberg blev 1920 kantor i Linköpings domkyrkoförsamling där han bland annat tog över Linköpings domkyrkokör efter Ragnar Darell. Under tiden i Linköping kom han även att leda flera manskörer och komponerade bland annat musikstycken för dessa körer. Edberg invaldes 1921 som associé i Kungliga Musikaliska Akademien.
Mellan 1928–1933 var Edberg sjukskriven. Under hans sjukskrivning vikarierade Gustaf Carlman, Paul Palmlöv och Eskil Olsson. Edberg avgick 1933 från tjänsten som kantor och vikarien Eskil Olsson blev ordinarie kantor 1934. Edberg avled 1935 i Linköping.